# Saint-Martin-des-Bois
Saint-Martin-des-Bois is een gemeente in het Franse departement Loir-et-Cher (regio Centre-Val de Loire) en telt 589 inwoners (1999). De plaats maakt deel uit van het arrondissement Vendôme.

## Geografie
De oppervlakte van Saint-Martin-des-Bois bedraagt 37,3 km², de bevolkingsdichtheid is 15,8 inwoners per km².
De onderstaande kaart toont de ligging van Saint-Martin-des-Bois met de belangrijkste infrastructuur en aangrenzende gemeenten.

## Demografie
Onderstaande figuur toont het verloop van het inwonertal (bron: INSEE-tellingen).